# Крістіан-Брандт Кестер
Крістіан-Брандт Кестер (нім. Christian-Brandt Coester; 13 листопада 1919, Бреслау — 28 листопада 1943, Атлантичний океан) — німецький офіцер-підводник, оберлейтенант-цур-зее крігсмаріне.

## Біографія
9 жовтня 1937 року вступив на флот. В липні-жовтні 1940 року пройшов курс підводника. З жовтня 1940 року — ад'ютант в 22-й флотилії. З травня 1941 року — 2-й вахтовий офіцер на підводному човні U-124. В травні-червні 1942 року пройшов курс командира човна. З 23 червня 1942 по лютий 1943 року — командир U-10, з 7 квітня 1943 року — U-542. 21 жовтня вийшов у свій перший і останній похід. 28 листопада U-542 був потоплений в Північній Атлантиці південно-східніше Азорських островів (39°35′ пн. ш. 19°51′ зх. д.) глибинними бомбами британського бомбардувальника «Веллінгтон». Всі 56 члени екіпажу загинули.

## Звання
- Кандидат в офіцери (9 жовтня 1937)
- Морський кадет (28 червня 1938)
- Фенріх-цур-зее (1 квітня 1939)
- Оберфенріх-цур-зее (1 березня 1940)
- Лейтенант-цур-зее (1 травня 1940)
- Оберлейтенант-цур-зее (1 квітня 1942)

## Нагороди
- Нагрудний знак підводника (2 жовтня 1941)
- Залізний хрест
  - 2-го класу (1942)
  - 1-го класу (24 квітня 1942)